# Ladislao Gutiérrez
Ladislao Gutiérrez ist ein uruguayischer Politiker.
Gutiérrez, der der Partido Nacional angehört, saß in der 39. Legislaturperiode als stellvertretender Abgeordneter für das Departamento Artigas vom 23. Juli 1965 bis zum 14. Februar 1967 in der Cámara de Representantes.